# Lazare Lévy
Lazare Lévy (ur. 18 stycznia 1882 w Brukseli, zm. 20 września 1964 w Paryżu) – francuski pianista i pedagog.

## Życiorys
Absolwent Konserwatorium Paryskiego. Do grona jego przyjaciół należeli Alfredo Casella, Alfred Cortot, George Enescu, Pierre Monteux, Maurice Ravel i Jacques Thibaud. Dokonał prawykonań utworów kompozytorów takich jak Paul Dukas i Darius Milhaud.
Profesor paryskiego konserwatorium przed wojną (1914−1941). Z powodu żydowskiego pochodzenia relegowany z uczelni, aresztowany przez policję francuską, wysłany do obozu w Drancy, cudem uniknął zagłady. Po wojnie powrócił na uczelnię.
Zasiadał w jury Międzynarodowego Konkursu Pianistycznego im. Fryderyka Chopina w Warszawie.
Do jego uczniów należeli Marcel Dupré, Clara Haskil, Monique Haas, John Cage, Oskar Morawetz, Yvonne Loriod, Kazimierz Serocki i Solomon.